# الهاربة (مسلسل)
الهاربة مسلسل سوري بوليسي من إخراج زهير أحمد قنوع وبطولة سوزان نجم الدين والتي تقوم بدور البطولة - سارة - ومشاركة غسان مسعود وعبد المنعم عمايري وشكران مرتجى.

## طاقم التمثيل
- ميلاد يوسف
- جهاد عبدو
- نجاح سفكوني
- باسل خياط
- جيهان عبد العظيم
- أيمن رضا
- زهير أحمد قنوع